# Barry Vincent Jackson
Sir Barry Vincent Jackson (Birmingham, 6 settembre 1879 – Londra, 3 aprile 1961) è stato un regista, scenografo e impresario teatrale inglese.

## Biografia

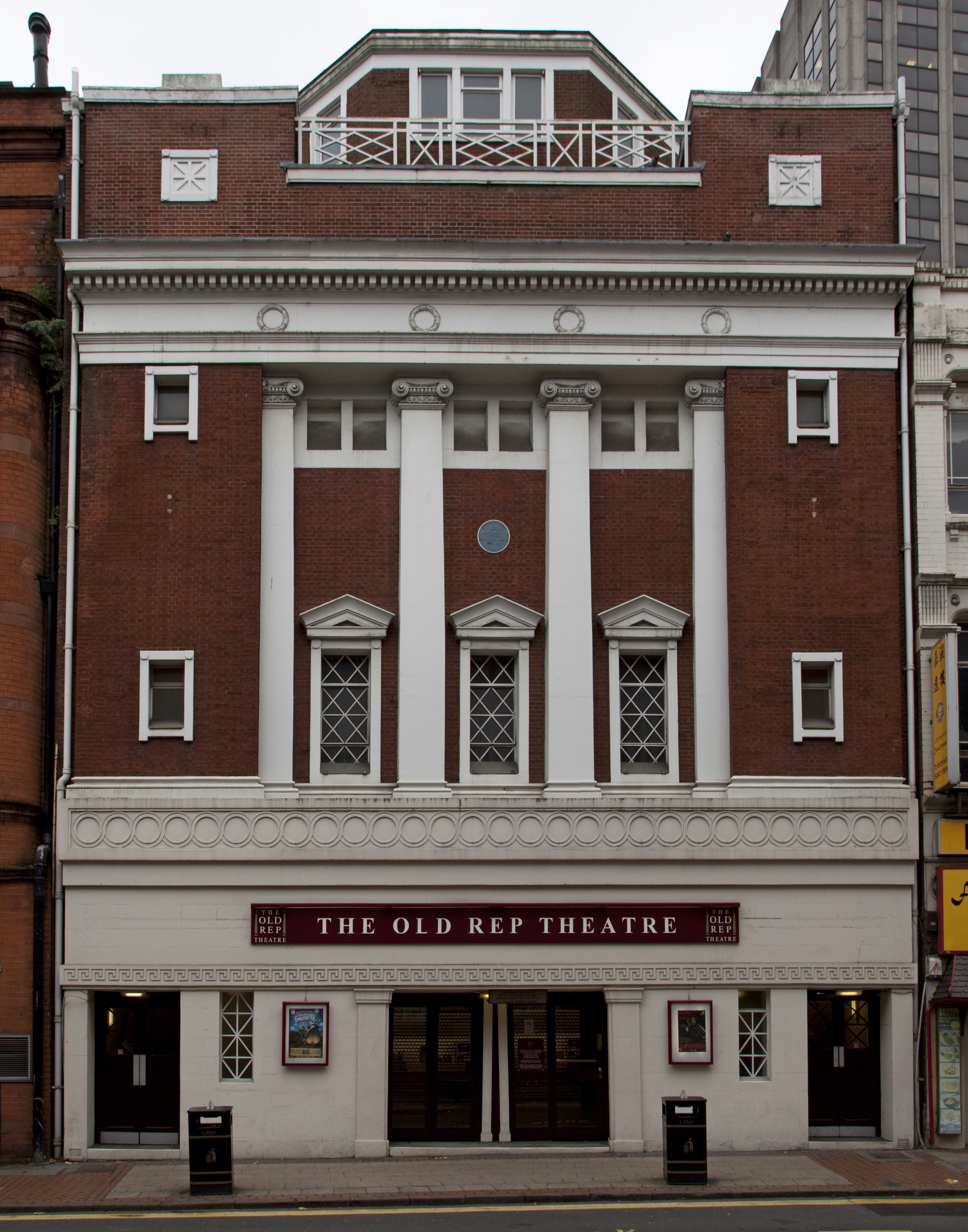
Old Rep Theatre di Birmingham

Jackson nacque in una famiglia benestante e grazie alla passione paterna per il teatro, trascorse l'infanzia e l'adolescenza a contatto con il palcoscenico, sia con studi privati sia partecipando come spettatore a spettacoli in cartellone.
Dopo un viaggio ed un soggiorno in Grecia, in Italia e in Svizzera, Jackson si dedicò con particolare impegno e dedizione al progetto di fondare dapprima una compagnia teatrale e successivamente una casa di produzione. Nel mese di febbraio del 1912 terminarono i lavori del Birmingham Repertory Theatre, dentro la cui struttura si attivò la Birmingham Repertory Company che si mise in luce per l'allestimento di oltre seicento opere, tra le quali si possono citare quelle di Shakespeare, quelle classiche greche, quelle sperimentali e le anteprime di George Bernard Shaw.
Durante la sua carriera di impresario teatrale, Jackson si dedicò alla scoperta di giovani promesse talentuose, tra le quali  Laurence Olivier e Julie Christie.
Jackson fu nominato, dal 1945, direttore artistico del Memorial Theatre di Shakespeare.